# Sophie, Duchess of Edinburgh

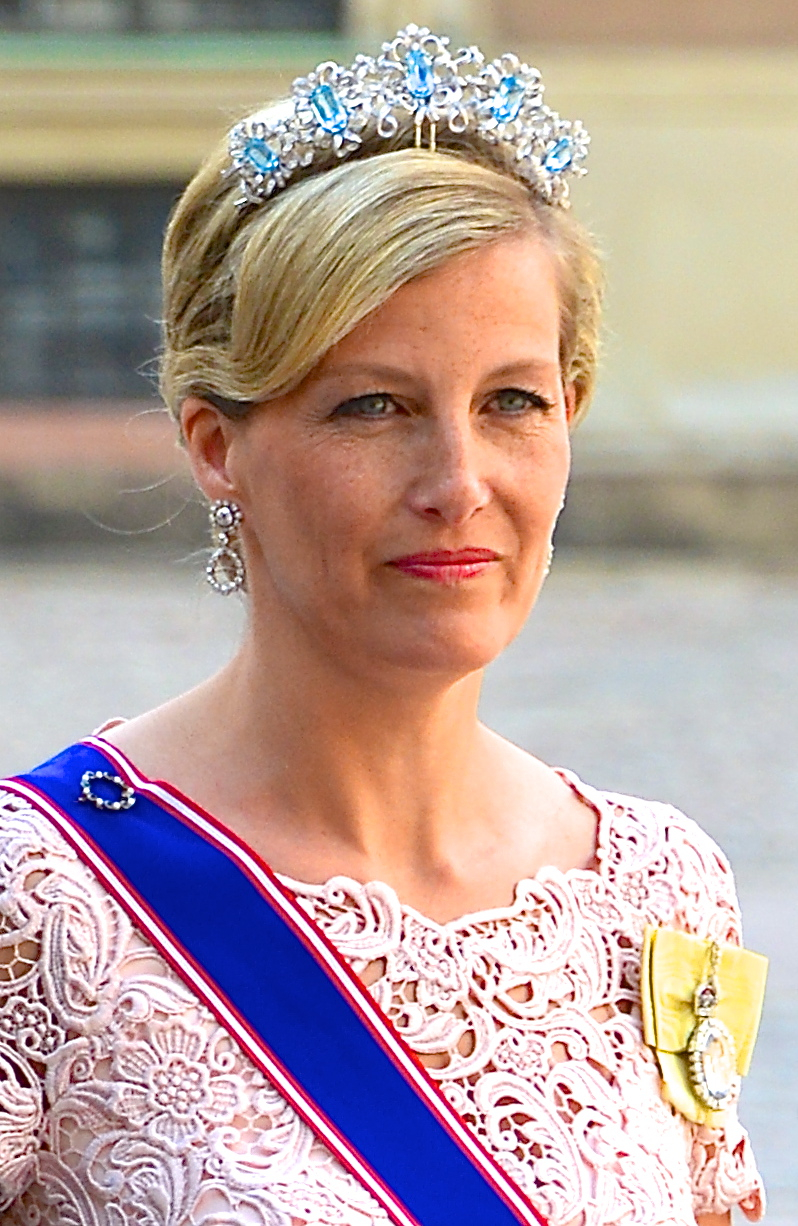
Sophie, Countess of Wessex (2013)

HRH Sophie, Duchess of Edinburgh, GCVO (* 20. Januar 1965 als Sophie Helen Rhys-Jones in Oxford) ist eine britische Mäzenin, ehemalige PR-Managerin und durch ihre Heirat mit Edward, Duke of Edinburgh, dem Bruder des britischen Königs Charles III., Mitglied der britischen Königsfamilie.

## Herkunft und Ausbildung
Sophie Rhys-Jones ist die Tochter von Christopher Bournes Rhys-Jones (* 1931), einem Reifenhändler, und dessen Frau Mary Rhys-Jones, geborene O’Sullivan (* 1934 in Irland; † 29. August 2005 in Tunbridge Wells), einer aus Irland stammenden Sekretärin. Ihre Eltern waren seit 1961 verheiratet. Sophie hat einen Bruder, David Bournes Rhys-Jones (* 1963). Die Großeltern väterlicherseits waren Theophilus Rhys Jones (1902–1959), Rektor, und Margaret Patricia Newal Molesworth (1904–1985). Die Großeltern mütterlicherseits waren Cornelius Thomas O’Sullivan (1896–1939), Bankangestellter, und Doris Emma Stokes (1901–1984). Über ihren Vorfahren Nicholas St John (1526–1589) und dessen Ehefrau Elizabeth Blount ist Sophie mit ihrem Ehemann Edward verwandt, der ebenfalls von diesem Ehepaar abstammt.
Mit ihrem Bruder wuchs Sophie in ländlicher Umgebung in Brenchley, Kent auf. Ihre Schulausbildung erhielt Sophie am Dulwich College Preparatory School in Cranbrook und am Kent College For Girls in Pembury. Anschließend absolvierte sie eine Ausbildung zur Sekretärin am West Kent College.

## Ehe und Kinder

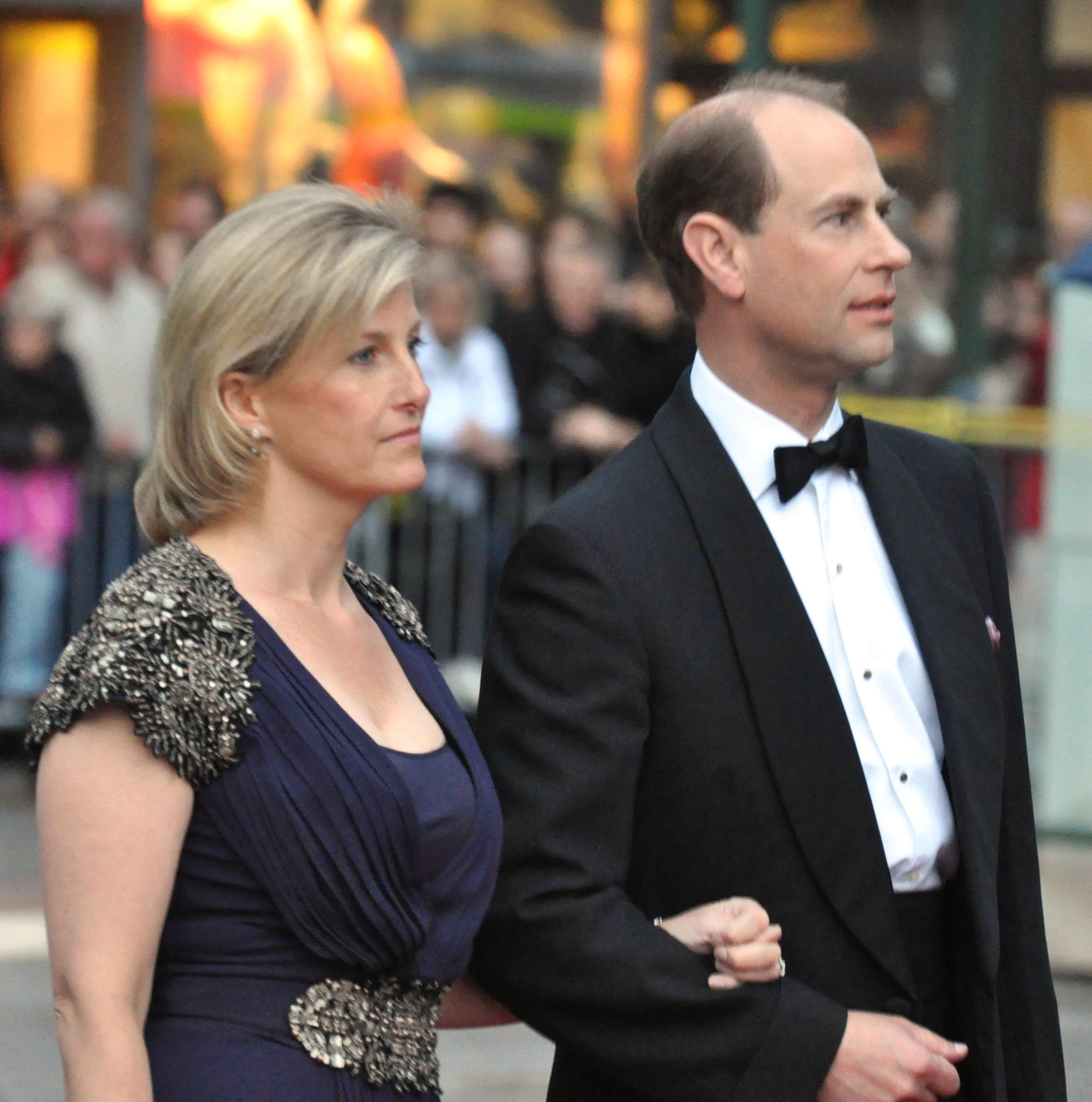
Sophie, Countess of Wessex mit Prinz Edward (2010)

1993 lernte Sophie Prinz Edward bei einem Tennisturnier kennen. Am 19. Juni 1999 heirateten sie in der St George’s Chapel im Windsor Castle.
Anlässlich der Eheschließung wurde ihrem Mann neben dem Titel Earl of Wessex auch der eines Viscount Severn verliehen, um die Herkunft von Sophies Familie aus dem walisischen Grenzland anzudeuten (der Severn ist ein Fluss, der in Wales entspringt). Als seine Gattin erhielt sie das Prädikat Her Royal Highness sowie den Höflichkeitstitel Countess of Wessex. Auf eigenen Wunsch verwendete sie im Alltagsleben den Kurznamen Sophie Wessex.
Ihrem Mann wurde am 10. März 2023 durch König Charles III. der einstige Titel seines Vaters Philip, Duke of Edinburgh verliehen. Sie führt seither den Höflichkeitstitel Duchess of Edinburgh.
Die Duchess hat zusammen mit ihrem Mann, nachdem sie 2001 eine Eileiterschwangerschaft hatte und notoperiert werden musste, zwei Kinder:
- Lady Louise Alice Elizabeth Mary Mountbatten-Windsor (* 8. November 2003 in Frimley, Surrey)[8][9]
- James Alexander Philip Theo Mountbatten-Windsor, Earl of Wessex (* 17. Dezember 2007 in Frimley, Surrey)[10][11]

Mit ihrer Familie lebt sie in Bagshot Park.

## Titel und Anrede (style)
- Her Royal Highness The Countess of Wessex (1999 – 2019)
- Her Royal Highness The Countess of Wessex and Forfar (2019 – 10. März 2023)
- Her Royal Highness The Duchess of Edinburgh (seit dem 10. März 2023)

## Beruf und Aufgaben

Wappen der Countess of Wessex

Nach ihrer Ausbildung begann sie eine Karriere im Bereich Public Relations. Sie arbeitete in London in der Presseabteilung von Capital Radio und für verschiedene PR-Firmen. 1996 gründete sie mit einem Partner, Murray Harkin, eine eigene PR-Agentur R-JH Public Relations. 2002 musste sie auf Druck des Königshauses und der Öffentlichkeit als Geschäftsführerin ihrer Firma zurücktreten. Ursächlich für diesen Rückzug ins Privatleben war ein Skandal, der als „Sophie-Gate“ bekannt wurde.
Im April 2001 veröffentlichte die Zeitung News of the World Gesprächsmitschnitte, in denen Sophie sich abfällig über die Königin, Tony und Cherie Blair äußerte und Details aus ihrem Eheleben offenbarte.
Gemeinsam mit ihrem Geschäftspartner hatte sie einen geschäftlichen Termin mit einem „Scheich Mohammed“ vereinbart, der angeblich einen Auftrag für ihre Firma hatte. Bei diesem Scheich handelte es sich um einen verkleideten Journalisten, der das Gespräch mitschnitt. Für einen Eklat sorgte auch das kurz darauf erschienene Interview der News of the World mit Sophie, in dem sie sich gegen die Gerüchte wehrte, ihr Ehemann sei homosexuell.
Seit 1999 widmet sie sich daher verstärkt karitativen Aufgaben und repräsentiert die Königsfamilie in der Öffentlichkeit. Sie unterstützt ungefähr 77 gemeinnützige Organisationen. Viele davon widmen sich Kindern oder Menschen mit Behinderung.

## Orden und Ehrenzeichen
| Jahr | Staat                  | Orden/Ehrenzeichen                                     | Klasse           |
| ---- | ---------------------- | ------------------------------------------------------ | ---------------- |
| 2004 | Vereinigtes Königreich | Royal Family Order of Queen Elizabeth II               | Mitglied         |
| 2002 | Vereinigtes Königreich | Queen Elizabeth II Golden Jubilee Medal                | Medaille         |
| 2010 | Vereinigtes Königreich | Royal Victorian Order                                  | Dame Grand Cross |
| 2012 | Vereinigtes Königreich | Queen Elizabeth II Diamond Jubilee Medal               | Medaille         |
| 2022 | Vereinigtes Königreich | Order of Saint John                                    | Dame Grand Cross |
| 2022 | Vereinigtes Königreich | Queen Elizabeth II Platinum Jubilee Medal              | Medaille         |
| 2005 | Kanada                 | Commemorative Medal for the Centennial of Saskatchewan | Medaille         |

## Trivia
Wenige Wochen vor der Hochzeit veröffentlichte die Zeitung Sun Fotos, auf denen Sophie mit nackten Brüsten zu sehen war. Die Fotos stammten aus einem Spanienurlaub.
Die Duchess musste sich vielen Fruchtbarkeitsbehandlungen unterziehen, um schwanger zu werden. 2005 gab es Gerüchte um eine erneute Schwangerschaft, die sich als falsch herausstellten.